# Everything Must Go
Everything Must Go es una película de comedia/drama estadounidense de 2010 dirigida por Dan Rush y protagonizada por Will Ferrell. Está basada en la obra de Raymond Carver Why Don't You Dance? (1978) y se estrenó en los cines el 13 de mayo de 2011.

## Sinopsis
Cuando el alcohólico Nick Halsey (Will Ferrell) es despedido de su trabajo después de 16 años, vuelve a caer en la bebida y pierde a su esposa e hija. Al suceder esto, en un intento por comenzar de nuevo, hace una venta de garaje. Un nuevo vecino, puede ser la clave.

## Elenco
- Will Ferrell
- Christopher Jordan Wallace
- Rebecca Hall
- Michael Peña
- Rosalie Michaels
- Stephen Root
- Laura Dern
- Glenn Howerton
- Argos MacCallum
- Todd Bryant
- Tyler Johnstone
- Jason Spisak
- Kyle Sharkey
- Scott Takeda
- Matthew Dearing
- Leeann Dearing
- Andy McDermott
- Lance Gray
- Narinder Singh